# 弗尔克斯韦勒
弗尔克斯韦勒是德国莱茵兰-普法尔茨州的一个市镇。总面积4.10平方公里，总人口601人，其中男性300人，女性301人（2011年12月31日），人口密度147人/平方公里。